# Белья-Виста (Чьяпас)
Бе́лья-Ви́ста (исп. Bella Vista) — посёлок в Мексике, штат Чьяпас, входит в состав одноимённого муниципалитета и является его административным центром. Численность населения, по данным переписи 2020 года, составила 1996 человек.

## Общие сведения
Поселение было основано под названием Сан-Педро-Ремате 21 февраля 1887 года по распоряжению заместителя губернатора штата Адрианом Кулебро, для переселения этнической группы мам из одноимённой ранчерии в департаменте Комитан.
13 февраля 1934 года посёлок был переименован в Bella Vista, что с испанского языка можно перевести как красивый вид.
В 1994 году была построена дорога до Мотосинтлы, а также средняя школа.